# Svavsted Fogderi
Svavsted Fogderi blev oprettet i 1702 som biskoppeligt fogderi i Sønder Gøs Herred (Mildsted Herred) i Husum Amt beliggende omkring byen Svavsted i det sydvestlige Sydslesvig. 
Fogderiet blev oprettet i 1702, men har rødder i den forhenværende Svavsted Amt, der bestod af bispegods i hele Sønderjylland. Til de biskoppelige besiddelser under Svavsted Amt hørte Svavsted, Rødemis, Treja, Svansø Birk med Stubbe by, Bustorp og Guggelsby, Nørre Gøs Herred Birk, Als Birk med byen Stavensbøl samt flere spredte ejendomme i hele Sønderjylland. I 1702 blev amtet ophævet og og dets spredt liggende ejendomme indlemmet i de omkringliggende herrder og amter. Svavsted og Rødemis kom som små fogderier til Husum Amt, Treja og Fysing som herreder til Gottorp Amt.
Bispegods i Svavsted stammer fra den byttehandel, hvorved biskopperne i stedet for Gottorp fik gods i Svavsted og omegn. I begyndelsen af 1300-tallet omtales biskoppens gård som Mylde.
I Svavsted Fogderi ligger Svavsted Sogn.